# Dompierre-sur-Charente
Dompierre-sur-Charente – miejscowość i gmina we Francji, w regionie Nowa Akwitania, w departamencie Charente-Maritime. Nazwa miejscowości pochodzi od imienia św. Piotra.
Według danych na rok 1990 gminę zamieszkiwało 398 osób, a gęstość zaludnienia wynosiła 48 osób/km² (wśród 1467 gmin regionu Poitou-Charentes Dompierre-sur-Charente plasuje się na 629. miejscu pod względem liczby ludności, natomiast pod względem powierzchni na miejscu 924.).